# Costigliole Saluzzo
Costigliole Saluzzo är en ort och kommun i provinsen Cuneo i regionen Piemonte i Italien. Kommunen hade 3 299 invånare (2018).